# ロイヤル・ホテル (バーミンガム)

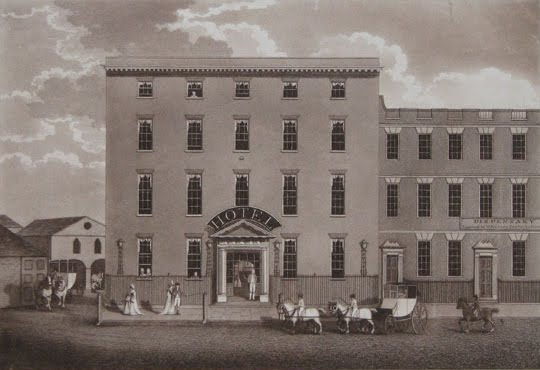
ザ・ホテルを描いた、1800年の銅版画。

ロイヤル・ホテル (Royal Hotel) は、開業時には単にザ・ホテル (the Hotel) と呼ばれた、イングランド、バーミンガムにかつて存在したホテル。1772年の開業で、当時、伝統的な宿屋＝イン (inn) よりもお洒落で上品な施設を意味する言葉として使われ始めていた「ホテル」を自称したバーミンガムで最初の施設であった。
このホテルに宿泊した著名人には、フランス国王ルイ18世、ネルソン卿、グロスター公、ヴィクトリア女王が含まれていた。ホテルは来訪者に宿泊を提供しただけでなく、集会室を備えており、ミッドランズの啓蒙時代の後期には、バーミンガムにおける上品な社交の集まりの主要な場として機能した。奥行き 80フィート、幅 30フィートの集会室には、パイプオルガンが備えられ、オーケストラのための場所もあり、「趣味の良い装飾的なやり方 (tasteful and decorative manner)」で飾られ、大きなシャンデリア3基、大きな鏡6枚、カットグラスが施された5基のラスターが、ろうそくの光を部屋中に反射させるように配置されていた。この集会室へは、「ゆったりとした大広間 (spacious saloon)」を通り抜け、大階段を上って、入れるようになっていた。

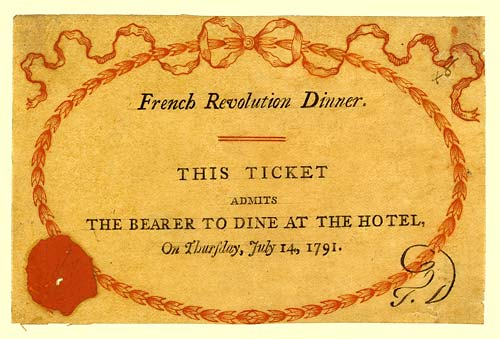
ザ・ホテルで1791年7月14日に開催され、バーミンガム暴動のきっかけとなった、バスティーユ襲撃2周年記念祝賀晩餐会の入場券。

このホテルが建設されるきっかけとなったのは、1765年にヨーク公が、オールド・スクエアにあったソーヤーの集会所について語った、「バーミンガムのように巨大な、そして美しく飾られた町には、もっと素晴らしい宿泊施設がふさわしいのに、部屋はみすぼらしく、玄関はさらにみすぼらしい (a town of such magnitude as Birmingham, and adorned with so much beauty, deserved a superior accommodation, that the room itself was mean, but the entrance still meaner)」という言葉だった。その後、1770年にチェリー・ストリート (Cherry Street) にあったアストン未亡人のコーヒーハウス (Widow Aston's Coffee House) に集まった地元の有力者たちは、町の評判を高めるのに相応しいホテルの建設資金として、£4,000 を集めることを決めた。これによってトンチン年金が組まれ、最終的に £15,000 が集まったが、その加入者たちの中には、バーミンガム総合病院を創設したジョン・アッシュ、ソーホー製作所の所有者マシュー・ボールト、アストン・ホールの主人チャールズ・ホルト、ロイズ銀行の創設者のひとりジョン・テイラー、ルナー・ソサエティのメンバーだったトマス・デイなどがいた。
初期のこのホテルで社交シーズンに開催されたおもな行事には、参加者限定の舞踏会 (Subscription Dancing Assemblies)や、ジェレマイア・クラークがバーミンガム・ディレッタンティ音楽協会 (Birmingham Dilettanti Musical Society) とともに開催していた一連の演奏会などがあった。1788年には、社交シーズンに通算6回の演奏会があり、冬場は舞踏会が毎月開かれて参加券を持つ者は2週間ごとに舞踏会に参加でき、さらにこれとは別に夏のシーズンには月例の演奏会が組まれていた。1790年以降、このホテルは、バーミンガム三年毎音楽祭の会場のひとつとなった。
1791年7月14日、このホテルは、バーミンガム暴動のきっかけとなった、バスティーユ襲撃を祝う晩餐会の会場となり、1829年12月14日には、トマス・アトウッドが主導したバーミンガム政治同盟の設立会場となった。
このホテルは、存続している間ずっと、高い評価を維持していたが、残るトンチン年金の持分が3口だけとなり、ホテルのリース契約が失効して、1861年にトンチン年金組合が解散、ホテルは再開発のために売却された。
跡地はその後ノース・ウェスタン・アーケイド (North Western Arcade) の敷地の一部となり、ハウス・オブ・フレーザーの店舗などがある。